# Talisola pappersbruk
Talisola pappersbruk var ett pappersbruk i Vammelsuu (ryska: Серо́во) på det Karelska näset som var i drift 1851–1864.
Bruket grundades av den preussiske undersåten Johann Friedrich Nebe som kom till Finland år 1849. Han  köpte hemmanet Taisola i Nykyrka socken med tillhörande fors strax ovanför den plats där ån Vammeljoki rinner ut i Finska viken.
Nebe blev finsk medborgare 1850 och den 12 mars 1851 fick han privilegium för att bygga ett pappersbruk. Byggnationen av ett kombinerat hand- och maskinpappersbruk 
hade börjat redan året innan.
Lumpen sönderdelades med hammare och 
maldes i holländare som drevs av 
vattenhjul. I ägarens handlingar kallas bruket genomgående Friedrichsthal. 
Handpappersbruket, som togs i drift 1851, var det sista som byggdes i Finland. Arbetskraften bestod i huvudsak av inhemska personer varav 20–35 vuxna och 5–20 minderåriga. De ryska experterna uppgick 1853–1854 till knappt 20 men minskade successivt till inga alls.
Pappersmaskinen, som var Finlands andra efter den som importerades till Tammerfors pappersbruk, togs i drift år 1852. Man tillverkade papp och grövre papperskvaliteter. Produktionen som uppgick till 35–170 ton per år såldes till Viborg och Sankt Petersburg.
År 1854 fanns på platsen en fabriksbyggnad och en hammarbyggnad, båda i två våningar och förenade med en täckt gång.  
Fabriksbyggnaderna brann ned den 23 februari 1864 och återuppfördes inte.